# Kindler
Kindler (Kindlerová):
- Albert Kindler (1833–1876), německý žánrový malíř
- Andy Kindler (* 1956, Queens), americký komik
- Arie Kindler (1920–2014), izraelský numismatik

- Damian Kindler

- Hansjörg Kindler, aka Trixini (1933–2015), německý teolog, loutkář a kouzelník
- Heinrich Kindler (1909–1985), německý inženýr a profesor řídicí techniky
- Helmut Kindler (1912–2008) německý vydavatel
- Christian Heinrich Kindler (1762–1845), starosta města Lübeck

- Jean-Philippe Kindler (* 1996), německý Slam-Poet
- Jeffrey B. Kindler, "Jeff Kindler" (* 1956), výkonný ředitel americké společnosti Pfizer
- Julius Kindler von Knobloch (1842–1911), anhaltský komorník a Hofmarschall, pruský podplukovník, člen historické komise Baden a genealogista

- Kajetán Kindler (?–1773), františkán působící v českých zemích
- Karl Kindler (1891–1967), německý farmaceutický chemik
- Klaus Kindler (1930–2001)

- Nina Raven-Kindler (1911–1996), německá herečka, grafolog, vydavatel
- Otto Kindler (1905–1962), německý režisér, herec a spisovatel

- Peter Kindler (* 1960), německý právník
- Rita Ida Kindlerová (* 1974), česká ukrajinistka a také překladatelka
- Sven-Christian Kindler (* 1985), německý právník

- Walter Kindler (* 1940), rakouský kameraman
- Wolfgang Kindler (* 1948), německý učitel a autor
- Yanick Kindler (* 1995), švýcarský florbalista